# 車輪配置 2-8-2

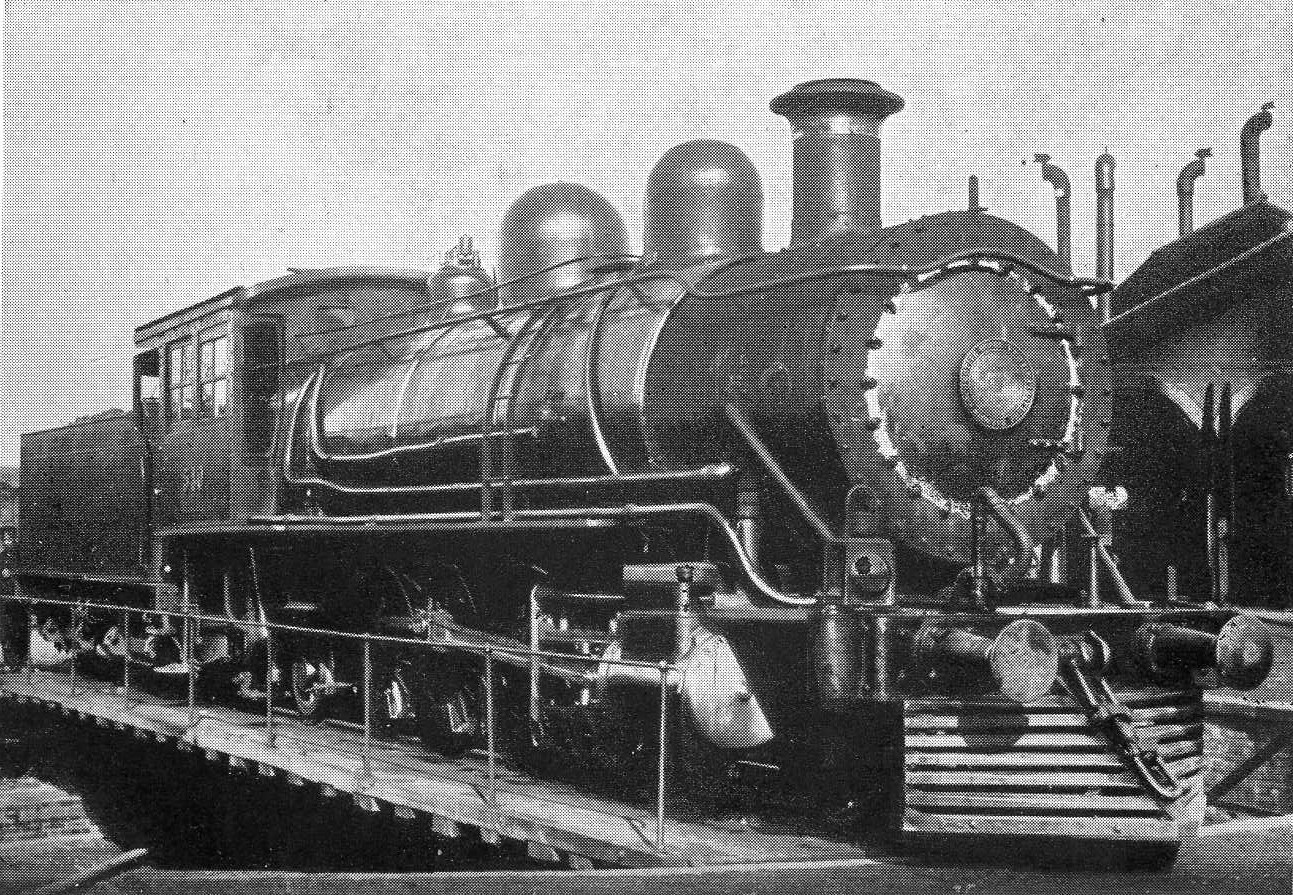
名称の由来になった鉄道院9700形

車輪配置 2-8-2（しゃりんはいち2-8-2、ホワイト式分類）は、蒸気機関車の車軸配置が1軸先輪・4軸動輪・1軸従輪で構成されるものをさす。アメリカ式分類での愛称は、「ミカド (Mikado)」。

## 概要
テンダー機関車における2-8-2という車輪配置自体の始まりは、1883年にアメリカでブルックス社が2-10-0(1E)形機関車の第5動輪を従輪に改造した機関車が存在するが、これは後進時の脱線防止目的で後述のような火室を支える目的で作られた機関車たちとは系統が異なる。この車輪配置の愛称として、1893年に2-8-2形機関車（新造だが上記のように後進時の脱線防止目的の従輪を持つ）を導入したシカゴ・アンド・カルメット・ターミナル鉄道にちなんだ「カルメット」が提案されたが、定着しなかった。
火室を支える目的で大量生産された最初の2-8-2は、ボールドウィン社が1897年に日本鉄道からの注文 で製造したBt4/6形（後の国鉄9700形）であり、ボールドウィン社の方では日本の天皇にちなんで「ミカド」と名付け、1903年ごろからアメリカでは2-8-0を強化した貨物用機関車として定着しその地位を広めていった ただし、第二次世界大戦中には米国では敵国の君主の名で呼ぶのはどうかと、自国の元帥であるMacArthurの愛称で呼ばれた。
日本ではその後、ドイツ（正確にはプロイセン）式の従輪をつけないで牽引力の安定を取る車両形式が主流になっていたが、大正時代に9900形（後のD50形）を製造する際に再びこの車輪配置が採用され、その後の国鉄制式貨物蒸気機関車の主流形式 となっている。
米国・日本以外の2-8-2の導入はドイツは1918年に王立ザクセン邦有鉄道のXX HV形で、フランスは1次大戦当時にパリ・オルレアン鉄道が米国・アルコ製のものを輸入したのが最初 で、貨物機の車輪配置としても使われていたが、ドイツはクラウス・ヘルムホルツ式、フランスはツァラ式という1軸先台車でも2軸に近い安定性を有する機構が発達していたため、（特に山岳の多い路線で使用される）急行旅客機にもこの配置の機関車は多かった。
（前述のザクセンXX HV形も急行旅客列車用で動輪径が1905mmもある機関車である）
一方イギリスではこの形式の機関車がほとんど出回らず、LNERが1925年に製造したP1形が第1号だが、試作機であるこれ2台とこれを少し拡大した量産機P2型6台の合計8台しか、標準軌では2-8-2のテンダー機関車は存在しなかった。
（おまけに両方とも活躍したとは言い難く、P2型にいたってはホイールベースが長すぎ カーブが曲がりにくいという欠陥を抱え、1943年4-6-2に改造されてしまった）

## 各国の車輪配置 2-8-2の機関車
アメリカ合衆国
デンバー・アンド・リオグランデ・ウェスタン鉄道 K-27型蒸気機関車
アメリカ合衆国鉄道管理局 ライト ミカド
アメリカ合衆国鉄道管理局 ヘビー ミカド
 ドイツ
王立ザクセン邦有鉄道XX HV形
プロイセン邦有鉄道P10型→ドイツ国鉄39型
 フランス
フランス国鉄141R形蒸気機関車
 日本
国鉄9700形蒸気機関車
国鉄D50形蒸気機関車
国鉄D51形蒸気機関車
国鉄D52形蒸気機関車
 満洲国
南満州鉄道ミカイ～ミカク型蒸気機関車